# Puente Llaguno, claves de una masacre
Puente Llaguno, claves de una Masacre (2004) es una película documental sobre los acontecimientos del paso elevado de Llaguno de 2002 en Caracas, Venezuela.

## Sinopsis
La película argumenta que «la alianza opositora antichavista manipuló la cobertura... para que pareciera que el gobierno utilizó hombres armados para disparar y matar a manifestantes de la oposición». El Puente Llaguno del título es un puente en el centro de Caracas, cerca del Palacio de Miraflores, que se hizo famoso por los sucesos del 11 de abril de 2002, cuando medios privados venezolanos mostraron a hombres armados disparando desde él contra manifestantes de la oposición.
El documental afirmaba que los chavistas en el puente no comenzaron a disparar hasta las 16:38, hora a la que ya se habían producido la mayoría de las muertes de la oposición. El académico estadounidense Brian Nelson responde que tales afirmaciones son falsas, mostrando que el manifestante opositor Jesús Arellano fue asesinado poco antes de las 14:30, con fotos que muestran a los grupos chavistas más adelante en la calle blandiendo armas de fuego y a una distancia mayor de la que indicaban las fuentes anteriores.

## Producción
El director Ángel Palacios es descrito como un "firme partidario del presidente Hugo Chávez, aunque a menudo critica las posturas del gobierno"; se graduó en cine en la Universidad de San Antonio de los Baños, Cuba.